# Geositta maritima
El minero gris (en Perú) (Geositta maritima), también denominado minero chico (en Chile), caminera gris, caminera chica o pachurra (en Chile), es una especie de ave paseriforme perteneciente al género Geositta de la familia Furnariidae. Es nativo del litoral pacífico del oeste de Sudamérica.

## Distribución y hábitat
Se distribuye en el oeste de Perú (hacia el sur desde Áncash) y norte de Chile (al sur hasta Atacama).
Esta especie es considerada poco común en sus hábitats naturales, las áreas abiertas, desérticas, frecuentemente rocosas, con muy poca o ninguna vegetación, hasta los 2900 m de altitud..

## Sistemática

### Descripción original
La especie G. maritima fue descrita originalmente por los naturalistas franceses Alcide d'Orbigny y Frédéric de Lafresnaye en el año 1837, bajo el nombre científico de: Certhilauda maritima. Su localidad tipo es: «Cobija, “Bolivia” (hoy pertenece al norte de Chile)».

### Etimología
El nombre genérico femenino «Geositta» es una combinación de la palabra griega «geō»: suelo, y del género Sitta, con quien se pensaba que se asemejaban las especies de este género en la época de la descripción; y el nombre de la especie «maritima», proviene del latín «maritimus»: del mar.

### Taxonomía
La ausencia tanto de la banda alar como del color rufo en la cola, es única dentro de su género. Los datos genéticos indican que la presente especie hace parte de un clado que también incluye Geositta saxicolina, G. antarctica y G. isabellina. Es monotípica.